# Woolsington
Woolsington – wieś i parafia cywilna w Anglii, w hrabstwie ceremonialnym Tyne and Wear, w dystrykcie metropolitalnym Newcastle upon Tyne. Leży 8 km na północny zachód od centrum Newcastle i 404 km na północ od Londynu. W 2011 roku Woolsington liczył 8256 mieszkańców.